# Hans Schlempp
Hans Schlempp (* 1. Oktober 1907 in Freiburg im Breisgau; † 4. Mai 1997 in Hage) war ein deutscher Jurist, der unter anderem als juristischer Generalsekretär der Deutschen Krankenhausgesellschaft und als geschäftsführender Direktor des Hessischen Landkreistages gearbeitet hat.

## Leben
Hans Schlempp besuchte die 83. Gemeindeschule in Berlin und schloss die Schule mit dem Abitur an der Luisenstädtischen Oberrealschule Berlin 1926 ab. Er studierte Rechts- und Staatswissenschaften in Berlin, Jena und Gießen und arbeitete ab 1931 als Gerichtsreferendar in Berlin.
Am 1. Mai 1932 trat Schlempp in die NSDAP ein und arbeitete daraufhin bei der Gaurechtsstelle und als Leiter der NSDAP-Rechtsberatungsstelle Kreis VIII Berlin. Zwischen 1935 und 1945 hatte er eine leitende Tätigkeit beim Deutschen Gemeindetag als (Haupt-)Referent inne und war stellvertretender Abteilungsleiter unter Ralf Zeitler. Seine Tätigkeiten beschränkten sich vor allem auf die Abteilungen Recht, Organisation und die Zentralabteilung, später auch die Abteilung Ostgebiete. Zudem war er Abwehrbeauftragter.
Ab 1937 war er juristischer Generalsekretär der Deutschen Krankenhausgesellschaft und arbeitete als Gauhauptstellenleiter bei der Gauleitung Mark Brandenburg, sowie als Gruppenleiter und stellvertretender Abteilungsleiter der Abt. I-4 „Rußland“ des Reichsministeriums für die besetzten Ostgebiete. Schlempp promovierte 1939 zum Dr. iur. an der Universität Gießen.
Nach Ende des Zweiten Weltkrieges nahm er eine Stelle als juristischer Sachbearbeiter im Baubüro des nordrhein-westfälischen Ernährungsministers und späteren Bundespräsidenten Heinrich Lübke in Höxter, sowie in der Zweigstelle Frankfurt am Main an.
1947 wurde ein Entnazifizierungsverfahren in Höxter und Frankfurt am Main eröffnet, bei dem Hans Schlempp eine einstweilige Anordnung zur zweifachen wöchentlichen Meldung bei der Polizei in Frankfurt erhielt, aufgrund der zu erwartenden Einstufung in Kategorie I (Hauptschuldiger). Am 19. Januar 1948 wurde er durch den Entnazifizierungsausschuss Höxter in Kategorie V (Entlasteter) eingestuft. Diese Entscheidung wurde jedoch nach Bekanntwerden des Parallelverfahrens in Frankfurt revidiert und Schlempp wurde in die Kategorie IV (Mitläufer) eingeordnet.
Von 1948 bis 1956 arbeitete er dann als Leiter der Rechtsabteilung beim Hessischen Gemeindetag und daraufhin bis März 1969 als geschäftsführender Direktor des Hessischen Landkreistages.
Hans Schlempp starb im Mai 1997 in Hage.

## Ehrungen
- Bundesverdienstkreuz 1. Klasse (1973)
- Großes Bundesverdienstkreuz (1989)